# ダンサー・ウィズ・ブルーズド・ニーズ
『ダンサー・ウィズ・ブルーズド・ニーズ』（Dancer with Bruised Knees）は、1977年にリリースされたケイト&アンナ・マクギャリグルのセカンド・アルバム。このアルバムには著名なフォーク・ミュージシャンが参加しており、多くの曲がブルーグラスの雰囲気を醸し出している。このアルバムには、フィリップ・タターシェフとの共演による3曲のフランス語の曲と、2曲のトラディショナル・ナンバーも収録されている。
ゲスト・ミュージシャンとしてジョン・ケイル、デーン・ランケン、ビル・モンロー、デイヴ・マタックス、パット・ドナルドソンなどが参加している。

## 反応
| 専門評論家によるレビュー | 専門評論家によるレビュー |
| レビュー・スコア         | レビュー・スコア         |
| 出典                     | 評価                     |
| ------------------------ | ------------------------ |
| Christgau's Record Guide | A                        |

ロバート・クリストガウはこのアルバムについて、「何人かが望むようなチューンフルなものではない」と述べているが、それにもかかわらず、「デビュー作よりもさらに優れている」とも述べている。彼は特にスタジオの技術を褒め称えている。

## 収録曲
1. 「ダンサー・ウィズ・ブルーズド・ニーズ」 "Dancer with Bruised Knees" (アンナ・マクギャリグル) – 3:46
2. 「サザン・ボーイズ」 "Southern Boys" (ケイト・マクギャリグル) – 3:20
3. 「ノー・ビスケット・ブルース」 "No Biscuit Blues" (ウィリアム・デュマレスク、ゴールト・マクダーモット) – 1:43
4. 「ファースト・ボーン」 "First Born" (ケイト) – 3:55
5. 「ブランシェ・コム・ラ・ネージュ」 "Blanche comme la neige" (トラディショナル、ケイト＆アンナ・マクギャリグル編曲) – 3:44
6. 「召使いのペリーヌ」 "Perrine était servante" (トラディショナル、ケイト＆アンナ・マクギャリグル編曲) – 3:14
7. 「ビー・マイ・ベイビー」 "Be My Baby" (アンナ) – 3:11
8. 「ウォーキング・ソング」 "Walking Song" (ケイト) – 3:33
9. 「難破船」 "Naufragée du tendre" (アンナ、フィリップ・タターシェフ) – 3:46
10. 「オマージュ・ア・グランジー」　"Hommage à Grungie" (ケイト) – 3:54
11. 「キティ・カム・ホーム」 "Kitty Come Home" (アンナ) – 4:36
12. 「カム・ア・ロング・ウェイ」 "Come a Long Way" (ケイト) – 2:17

## パーソネル
- ジョン・ケイル - 「ダンサー・ウィズ・ブルーズド・ニーズ」のオルガン、「ビー・マイ・ベイビー」のマリンバ
- リチャード・デイヴィス - ベース
- グラディ・テイト - ドラムス
- スー・エヴァンス - パーカッション
- ジョージ・ボハナン - ホーン
- アンドリュー・コーワン - ギター
- ロン・ドールマン - バイオリン
- パット・ドナルドソン - ベース
- ゴーディー・フレミング - アコーディオン
- スティーヴ・ガッド - ドラムス
- スコット・ラング - ギター
- デーン・ランケン - ボーカル
- ジル・ロジエ - ベース・バイオリン
- デイヴ・マタックス - ドラムス
- アンナ・マクギャリグル - バンジョー、アコーディオン、キーボード、ボーカル
- ケイト・マクギャリグル - ギター、ピアノ、ボーカル
- トミー・モーガン - ハーモニカ
- ケン・ピアソン - キーボード
- ウォーレン・スミス - パーカッション
- チャイム・タネンバウム - ギター、ハーモニカ、マンドリン、リコーダー、バックグラウンドボーカル
- ジェイ・アンガー - バイオリン
- マイケル・ヴィセリア - ベース
- ピーター・ウェルドン - バンジョー、ハーモニカ、ボーカル